# ديبورتيفو كيفيدو
نادي ديبورتيفو كيفيدو (بالإسبانية: Club Deportivo Quevedo) هو نادي كرة قدم إكوادوري محترف ومقره في كيفيدو . يلعب حاليًا في دوري الدرجة الثانية الإكوادوري.